# Фридрих Вилхелм фон Изенбург-Бюдинген
Фридрих Вилхелм фон Изенбург-Бюдинген (на немски: Friedrich Wilhelm zu Isenburg und Büdingen; * 30 декември 1730, Бирщайн; † 22 октомври 1804, Манхайм) е принц на Изенбург и Бюдинген и генерал-лейтенант на кавалерията на Курфюрство Бавария.

## Биография
Той е син на Волфганг Ернст I княз фон Изенбург-Бюдинген (1686 – 1754) и третата му съпруга графиня Шарлота Амалия фон Изенбург-Бюдинген-Меерхолц (1692 – 1752), вдовица на граф Ернст Карл фон Изенбург-Бюдинген-Мариенборн (1691 – 1717), дъщеря на граф Георг Албрехт фон Изенбург-Бюдинген-Меерхолц (1664 – 1724) и графиня Амалия Хенриета фон Сайн-Витгенщайн-Берлебург (1664 – 1733). Най-големият му полубрат е наследствен принц Вилхелм Емих Христоф (1708 – 1741), който е баща на Волфганг Ернст II (1735 – 1803), вторият княз на Изенбург-Бюдинген.
Фридрих Вилхелм започва рано военна служба в Испания, но през 1767 г. отива на служба в Курфюрство Бавария, където става генерал-лейтенант. След окупацията от Наполеон през 1803 г. той получава рента от 23 000 гулдена от Рейнското корабоплаване.
Умира на 11 октомври 1804 г. в Манхайм на 73 години.

## Фамилия
Фридрих Вилхелм става през 1763 г. католик и се жени на 25 октомври 1776 г. в дворец Еремитаже във Вагхойзел за 14-годишната графиня Каролина Франциска фон Паркщайн (* 1762; † 7 септември 1816), извънбрачна дъщеря на курфюрст Карл Теодор фон Пфалц (1724 – 1799) и френската артистка Франсоаз Деспрес-Вернойл († 1765), по-късно от 1762 г. графиня фон Паркщайн. Тя чува лошо и почти не може да говори. През 1762 г. е легитимирана. Тя му донася части от господството Райполтскирхен и други собствености на лявата страна на Рейн. Те имат децата:
- Карл Август Фридрих Франц Бернхард (*/† 1777)
- Карл Теодор Фридрих Лоренц Франц (1778 – 1823), женен 1808 г. за Мария Магдалена фрайин фон Хердинг (1789 – 1859), дъщеря на Николаус Казимир и Йозефа Урсула фон Хердинг
- Мария Елизабет Августа (1779 – 1803), омъжена 1797 г. за княз Карл Албрехт III фон Хоенлое-Валденбург-Шилингсфюрст (1776 – 1843), син на княз Карл Албрехт II (1742 – 1796) [3]
- Ернст Лудвиг Казимир (1786 – 1827), женен за Мария Йозефина Воралек (1781 – 1830)
- Карл Вилхелм (1789 – 1789)
- Максимилиан Вилхелм (1792 – 1798)